# Badia de Mezén
La Badia de Mezén (rus: Мезенская губа) és una badia situada a l'Óblast d'Arkhànguelsk i al districte autònom de Nenètsia a Rússia nord-occidental. És una de la quatre grans badies de la Mar Blanca i la més oriental de les quatre. Pel sud limita amb la Península Kanin. Els dos rius principals que hi desemboquen són el riu Kuloi, i el riu Mezén. La badia té una superfície de 6.630 km² i fa 105 km de llargada i 97 km d'amplada. Les seves marees de 10 m són les més grans de la Mar Blanca. La part nord de la badia, just al sud de l'illa Morzhovets, està travessada pel Cercle àrtic.
Històricament aquesta badia era una zona de pesca poblada pels pomors. També hi viu la balena beluga.
Per visitar aquesta zona cal un permís del govern rus.
Hi ha el projecte, encara no realitzat, de construir-hi una planta d'aprofitament de l'energia de les marees.